# Giuseppe Salerno (pittore)

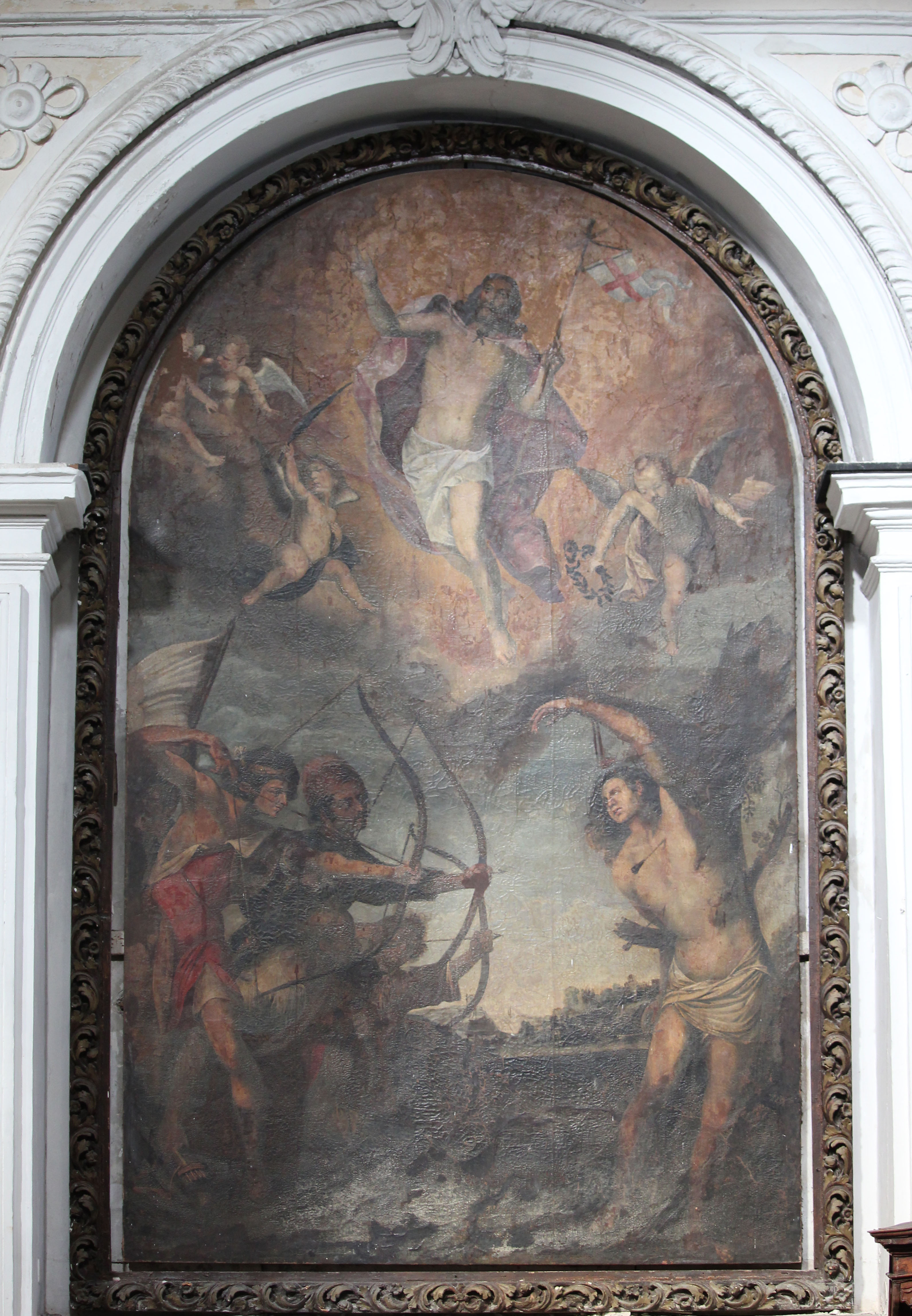
Martirio di San Sebastiano, Concattedrale di Santa Maria Assunta, Santa Lucia del Mela.

Giuseppe Salerno, soprannominato lo Zoppo di Gangi (Gangi, 1573 – 1632), è stato un pittore italiano, protagonista in un ambiente dominato dalla cultura tardomanierista di gusto spagnolo.

## Biografia
Della sua vita si hanno notizie frammentarie: nato a Gangi, sui monti delle Madonie nei pressi di Palermo, studiò a Roma con Guido Reni.
Dopo il 1603 dovette rifugiarsi a Carini, ospite del locale convento dei Cappuccini per sfuggire alla vendetta di alcuni pericolosi nemici. Pagò l'ospitalità con la propria opera.
Tele dello Zoppo di Gangi si trovano oggi a Palermo, Burgio, Capizzi, Tusa, Gangi, Lercara Friddi, Petralia Sottana, Petralia Soprana, Polizzi Generosa, nella basilica abbaziale di San Martino delle Scale, nella cattedrale di Maria Santissima delle Vittorie di Piazza Armerina provenienti dalla chiesa di Sant'Agata della stessa città, in molte chiese della provincia di Palermo. Dipinti di Giuseppe Salerno sono presenti anche nella Chiesa di Santa Chiara di Enna.

## Opere

### Provincia di Agrigento
Bivona 
- XVII secolo, Presentazione di Gesù Bambino da parte di Maria Vergine alla madre Sant'Anna, olio su tela, opera custodita nella chiesa dell'Annunziata.
- XVII secolo, Miracolo di Sant'Elia, olio su tela, opera custodita nella chiesa dell'Annunziata.
- XVII secolo, Visita di San Pietro a Sant'Agata, affresco, opera proveniente dalla chiesa dell'Annunziata attualmente conservato nella chiesa Mater Salvatoris.
- 1630c., Immacolata raffigurata con Sant'Antonio di Padova, San Carlo Borromeo, Santa Chiara e Santa Lucia, olio su tela, opera custodita nella chiesa di San Giacomo.

 Burgio 
- XVII secolo, L'eucaristia e gli altri sacramenti della Chiesa Cattolica, olio su tela, attribuzione verosimile al connubio Gaspare Vazzano - Giuseppe Salerno all'epoca dello stretto sodalizio, opera custodita nella chiesa dei Cappuccini.[1]

 Campobello di Licata 
- XVII secolo, Auxlium Christianorum, olio su tela, opera di recente attribuzione custodita nella chiesa di San Giovanni Battista.

### Provincia di Enna
- 1602, Trionfo della Fede, pala d'altare firmata Joseph Salerno ut dicitur il Zoppo di Gange, opera custodita nel Museo Alessi di Enna.

 Piazza Armerina 
- Cattedrale di Maria Santissima delle Vittorie:
  - XVII secolo, San Benedetto e il servo di Totila, olio su tela.
  - XVII secolo, Epifania o Adorazione dei Magi, olio su tela.
  - XVII secolo, Sposalizio mistico di Santa Caterina, olio su tela.

### Provincia di Messina
- XVII secolo, San Nicola, olio su tela, opera custodita nel duomo di San Nicolò di Capizzi.
- XVII secolo, Martirio di San Sebastiano, dipinto su tavola, opera custodita nella concattedrale di Santa Maria Assunta di Santa Lucia del Mela.
- 1624, Anime del Purgatorio, olio su tela, opera custodita nella chiesa di Maria Santissima Assunta di Tusa.

### Provincia di Palermo
Castelbuono 
- 1601 - 1602, Giudizio Universale, dipinto, opera documentata nella chiesa di Santa Maria degli Angeli.
- XVII secolo, Beata Vergine del Rosario, dipinto, opera custodita sull'altare maggiore della chiesa di San Vincenzo Ferreri.[2] (Assegnato a Francesco Brugnone 1620)
- XVII secolo, San Tommaso d'Aquino, dipinto, opera custodita su una mensa minore della chiesa di San Vincenzo Ferreri.[2] (Assegnato al Giovanni Giacomo Lo Varchi 1630)
- XVII secolo, Soggetto non chiaro, dipinto, opera documentata nella chiesa dell'Annunziata.[2]

 Chiusa Sclafani 
- XVIII secolo, Adorazione dei Magi, dipinto, opera custodita nel Duomo di San Nicolò di Chiusa Sclafani.

 Collesano 
- XVII secolo, Ciclo, pitture parietali in ventuno affreschi dedicato all'eucaristia di cui solo alcuni in buono stato di conservazione, opere realizzate nella Cappella del Santissimo Sacramento della basilica di San Pietro.
- 1614, Ciclo, affreschi parietali raffiguranti l'Apostolato e la Madonna con bambino, opere realizzate nella chiesa di San Giacomo.

 Gangi 
- 1629, Giudizio Universale, dipinto firmato Giuseppe Salerno il Zoppo di Gangi (dicitura non più leggibile), opera custodita nel duomo di San Nicolò.
- XVII secolo, Madonna delle Grazie raffigurata tra Santi, dipinto, opera custodita nel duomo di San Nicolò.
- 1612, Andata al Calvario, copia dello Spasimo di Sicilia di Raffaello, opera custodita nella chiesa del Santissimo Salvatore.
- 1618, Martirio dei diecimila Martiri, dipinto, opera custodita nella chiesa di San Cataldo.

 Geraci Siculo 
- XVII secolo, Natività di Maria, dipinto, attribuzione per stile, opera custodita nel chiesa di Sant'Anna.
- XVII secolo, Assunta, dipinto, attribuzione per stile, opera custodita nella sacrestia del duomo di Santa Maria Maggiore.
- XVII secolo, Ultima Cena, dipinto, opera proveniente dall'ex Oratorio della Confraternita del Santissimo Sacramento, custodita nel presbiterio del duomo di Santa Maria Maggiore.
- 1609, Visione di Santo Stefano Protomartire con portali contenenti otto riquadri illustranti episodi di vita, olio su tela, opera custodita nella chiesa di Santo Stefano.

 Isnello 
- XVIII secolo, Deposizione o Pietà, dipinto, opera custodita nel duomo di San Nicolò.

 Lercara Friddi 
Nella cittadina erano censite otto tele firmate Zoppo di Gangi, due altre commissionate dal defunto barone Baldassare Gomez de Amezcua (1561 - 1604), e non erano state ancora consegnate. I dipinti per lungo tempo sono rimasti anonimi per via del ridimensionamento e riadattamento che in passato ha fatto saltare la parte autografa.
- 1604c., Madonna con l'ostensorio, attribuzione per stile, tela proveniente dalla chiesa della Madonna Rosario, opera custodita nel duomo di Maria Santissima della Neve.
- 1604c., Santissima Trinità, attribuzione per stile, tela proveniente dalla chiesa della Madonna del Rosario, opera custodita nella cappella eponima del duomo di Maria Santissima della Neve.
- 1604c., Sacrificio di Cristo per la redenzione dei peccati, attribuzione, dipinto custodito sull'altare maggiore della chiesa di San Matteo.
- 1604c., Sacra Famiglia raffigurata con Sant'Anna e San Gioacchino, attribuzione, dipinto proveniente dalla chiesa di Sant'Anna e custodito nella chiesa di San Matteo.

 Petralia Soprana 
- Chiesa del Santissimo Salvatore:
  - XVII secolo, Santa Caterina, olio su tela, opera custodita nella sacrestia.
  - 1618, Sacra Famiglia con San Giovannino, olio su tela, opera custodita nella sacrestia.

 Petralia Sottana 
- Basilica di Maria Santissima Assunta:
  - 1617, Trionfo del Santissimo Sacramento, olio su tela, opera custodita nella Cappella di Sant'Orsola.
  - 1617, Fuga in Egitto, olio su tela, opera custodita nella cappella eponima.
  - 1629, Le cinque piaghe o Cristo al sepolcro, olio su tela, opera custodita nella cappella eponima.
  - 1623, San Mauro Abate, olio su tela, opera proveniente dalla primitiva chiesa di San Pietro.
  - 1623c., Sant'Onofrio Eremita, olio su tela, opera proveniente dalla primitiva chiesa di San Pietro.
- XVII secolo, Dormitio Virginis, olio su tela, opera custodita nel Municipio.
- XVII secolo, Madonna degli Angeli tra i Santi Marco e Biagio, opera custodita nella chiesa dei Santi Marco e Biagio.
- Chiesa di San Francesco d'Assisi:
  - 1624, San Francesco riceve le stimmate, olio su tela.
  - 1607, Sacra Famiglia con Sant'Anna e San Gioacchino, olio su tela.

 Polizzi Generosa 
- Chiesa di Santa Maria Assunta:
  - 1617, Natività del Signore e trionfo del Santissimo Sacramento, olio su tela, opera proveniente dalla chiesa di San Giuseppe.
- 1620, Patrocinio di San Gandolfo, olio su tela, committente il nobile don Giuseppe Guarnuto, opera custodita sull'altare maggiore della chiesa di San Gandolfo la Povera.
- 1606, San Pancrazio, dipinto raffigurante il vescovo di Taormina con la Vergine che intercedono presso la Trinità per le Anime del Purgatorio, olio su tela, opera custodita nella chiesa di San Pancrazio dei Greci.
- 1620, Ritorno della Sacra Famiglia dall'Egitto, olio su tela, opera custodita sull'altare maggiore della chiesa di Santa Maria della Porta o degli Schiavi.
- 1611, San Benedetto in trono raffigurato tra San Mauro e San Placido, dipinto committenza della badessa donna Antonia Finanore, opera custodita nella chiesa di Santa Maria delle Grazie dell'Ordine benedettino o Badia Vecchia o chiesa di San Giovanni di Dio oggi chiesa di Santa Margherita.
- 1607, Santissimo Salvatore ritratto con la Santa Vergine e i dodici Apostoli nella tribuna dell'altare maggiore della chiesa della Trinità.
- 1607, San Domenico, opera documentata nella chiesa di Sant'Antonio Abate.
- Chiesa di San Girolamo.
  - 1606, Martirio di Santo Stefano, dipinto, opera autografa, originariamente nell'Oratorio di Santo Stefano al Garraffo, poi in San Giovanni Battista, in Santa Maria di Gesù al Piano.
  - 1606, Madonna del Rosario ritratta con San Domenico di Guzmán, San Brandano, Sant'Agnese di Montepulciano, Santa Caterina da Siena attribuzione, opera commissionata da Biagio Rampolla e dalla moglie Lucrezia, e documentata nella navata destra proveniente dalla chiesa di Santa Maria delle Grazie.
  - 1625, Sacra Famiglia con San Giovannino, dipinto, opera proveniente dalla chiesa di Santa Maria delle Grazie.

 Palermo 
- Chiesa di Sant'Antonio Abate:

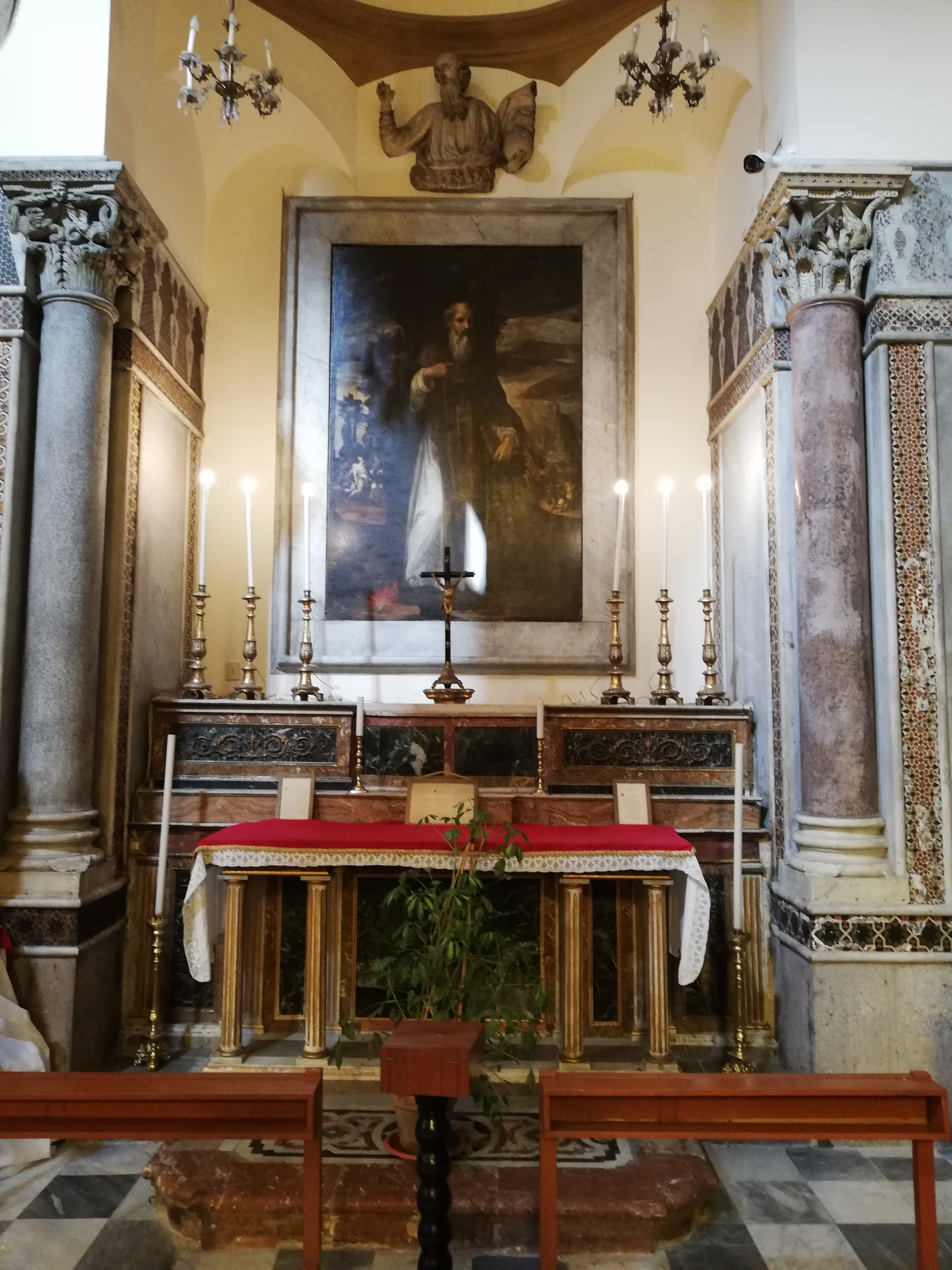
Sant'Antonio Abate, dipinto custodito nella cappella eponima della chiesa di Sant'Antonio Abate di Palermo.

  - 1618, San Carlo Borromeo guida una processione, dipinto, attribuzione.[4] Da recenti scoperte archivistiche è risultato essere opera di due pittori: Vincenzo La Barbera e Nicasio Azzarello.[5]
  - XVII secolo, Sant'Antonio Abate, olio su tela, opera custodita sull'altare maggiore nell'abside.
- Chiesa di San Francesco di Paola:
  - XVII secolo, San Carlo Borromeo, dipinto.
  - XVII secolo, Natività di Gesù, dipinto, opera custodita nel presbiterio.[6]
  - XVII secolo, Natività di San Giovanni Battista, dipinto, opera custodita nel presbiterio.[6]
  - XVII secolo, Le quattro Sante Patrone di Palermo, I quattro Dottori della Chiesa, I quattro Santi Martiri, I quattro Evangelisti, affreschi, opere parietali.
- XVII secolo, Ciclo pittorico su tele documentato nella chiesa di Santa Maria del Soccorso:
  - XVII secolo, Sant'Antonio Abate;
  - XVII secolo, San Carlo Borromeo;
  - XVII secolo, Immacolata Concezione.
- XVII secolo, Martirio di Santa Caterina, dipinto, opera custodita nell'Oratorio della Compagnia di Santa Caterina all'Olivella.[7]
- XVII secolo, San Benedetto, dipinto, opera documentata nella Cappella di San Benedetto della chiesa di Santa Maria del Cancelliere.[8]
- XVII secolo, Madonna del Rosario, dipinto, opera custodita nella Cappella del Rosario della chiesa di Santa Maria dell'Ammiraglio.[9]

 San Mauro Castelverde 
- 1613, Immacolata e Santi, dipinto, opera documentata.
- 1622, San Vito, San Modesto e Santa Crescenza, dipinto, opera custodita nella chiesa di San Mauro Abate.
- 1622 - 1623, Trasfigurazione del Salvatore, olio su tela, opera documentata nella chiesa del Salvatore.
- 1622 - 1624, Santissimo Rosario con i suoi quindici misteri attorno ed in mezzo la Vergine con angeli che la incoronano, San Domenico di Guzmán e San Vincenzo Ferreri, opera documentata.
- 1624, Trittico raffigurante Santa Maria Maddalena, Santa Marta, ?, olio su tela, opera documentata.
- 1624, Sant'Antonio di Padova, olio su tela, opera documentata nella chiesa di Sant'Antonino.
- 1624, Santa Maria della Grazia col Bambino raffigurata tra Santa Rosalia e San Mauro, opera documentata nella chiesa sotto titolo di Santa Rosalia.

### Provincia di Trapani
Trapani 
- 1597, Sacra Famiglia, dipinto, raccolta privata.[10]